# Sing It Away
Sing It Away är en låt framförd av sångerskan Sandhja.
Låten var Finlands bidrag till Eurovision Song Contest 2016 i Stockholm. Den framfördes i den första semifinalen i Globen den 10 maj 2016 där den fick 51 poäng och hamnade på plats 15 av 18, vilket innebar att den inte gick vidare till final.

## Komposition och utgivning
Låtens musik är komponerad av Sandhja själv i samarbete med Heikki Korhonen, Milos Rosas, Petri Matara och Markus Savijoki. Hon har även varit med och skrivit låttexten tillsammans med Rosas, Matara och Savijoki.
Låten släpptes som singel för digital nedladdning den 13 januari 2016 utgiven av Sony Music Entertainment Finland. En officiell musikvideo till låten släpptes redan den 12 januari 2016, dagen innan singelsläppet.

## Listhistorik
"Sing It Away" debuterade på åttonde plats på den finländska nedladdningslistan Suomen virallinen latauslista för den nionde veckan 2016. Den har totalt legat två veckor på listan[när?].

### Listplaceringar
| Lista (2016)                            | Topplacering |
| --------------------------------------- | ------------ |
| Finland (Suomen virallinen latauslista) | 8            |